# 台灣玉葉金花
毛玉葉金花（Mussaenda pubescens Ait. f.），又名台北玉葉金花、台灣玉葉金花、玉葉金花、白梅、白紙扇。

## 異名
- 學名上的異名

1. Mussaenda glabra Hook. & Arn.; Forbes & Hemsl., The journal of the Linnean Society of London. Botany 23: 379. 1888.  (J. Linn. Soc., Bot.)
2. Mussaenda parviflora Miq.; Matsum., The Botanical magazine, Tokyo 14: 147. 1900.  (Bot. Mag. Tokyo, 植物學雜誌)
3. Mussaenda parviflora Miq. var. formosana Matsum., The Botanical magazine, Tokyo 14: 147. 1900.  (Bot. Mag. Tokyo, 植物學雜誌)
4. Mussaenda taiwaniana Kanehira, Formosan Trees 303. 1917.  (Formos. Trees, 台灣樹木誌)
5. Mussaenda albiflora auct. non Merr.: Hayata, Icones Plantarum Formosanarum 9: 56. 1920.  (Icon. Pl. Formos., 台灣植物圖譜)
6. Mussaenda taihokuensis Masam., Transactions of the Natural History Society of Formosa 29: 179. 1939.  (Trans. Nat. Hist. Soc. Formos., 台灣博物學會會報)

- 各語言俗名

1. 台語俗名為：Âng sim chhoan san liông。
2. 英文俗名為：Downy mussaenda、Mussaenda、Small-flower mussaenda、Taihoku mussaenda。
3. 日語俗名為：こんろんくぁ、ちこんろんか、まるばこんろくぁ。
4. 台灣原住民稱其的俗名：Bantsarisum (Paiwan). Bitsarisu (Paiwan). Koridadaba (Paiwan)。

## 分布
主要分布在中國以及台灣，台灣主要分布在中低海拔的地方。
台灣有標本紀錄的分布圖，請見連結 （页面存档备份，存于）。

## 型態
仙丹花亞科的特徵是：喬木或灌木，托葉全緣，花瓣常捲旋，果實多為漿果。台灣玉葉金花是直立灌木型。

### 葉
葉紙質，形狀長圓形、長圓披針形、或橢圓形。葉子長4.6-17.1公分、寬1.5-6.0公分，前端漸尖到銳尖，基部楔形，上表面無毛到近無毛，下表面沿葉脈具有短柔毛；葉柄長0.3-2.2厘米，托葉裂裂片線形，短柔毛，長3-7毫米，寬4毫米。

### 花
聚繖花序，金黃色，花單性，雌雄異株，花期在五月。花具有Long style type和Short style type兩種型態。
萼裂片5，線形，3-6毫米長，短柔毛，有花瓣狀段;花冠筒粗短狀，密被柔毛，1.8-2.2厘米長，0.7-1.1厘米直徑，5淺裂，喉密被淡黃色絨毛。
雄花：花冠口雄蕊，長5毫米，2裂;
雌花：絲狀，柱頭2裂片;子房2室。

### 果實
水果橢圓形，長7-18毫米，直徑4-11毫米，成熟時呈現黑色。種子多。